# Lac des Aigles (Mékinac)
Pour les articles homonymes, voir Lac des Aigles et aigle (homonymie).
Le lac des Aigles est un plan d'eau douce situé dans la zec du Chapeau-de-Paille, dans territoire non organisé de Rivière-de-la-Savane, dans la municipalité régionale de comté de Mékinac, en Mauricie, au Québec, au Canada.

## Géographie
Le lac des Aigles est située dans le territoire non organisé de Rivière-de-la-Savane, dans la zec du Chapeau-de-Paille. Le lac à une superficie de 420 ha et une longueur de 3,5 km,. Elle est la source de la rivière des Aigles, un affluent de la rivière Matawin. Ou dénote aussi le Petit lac des Aigles à sont sud-ouest.
Située à l'exutoire su lac, il y a la barrage des Aigles, un barrage construit en 1968 appartenant au Gouvernement du Québec. Le barrage à une hauteur de 3,2 m et une longueur de 91,1 m et sert principalement pour la villégiature et la récréation.

## Toponymie
Le nom du lac des Aigles et du Petit lac des Aigles apparaissent sur une carte de 1943. Le nom peu rappeler la présence d'aigles dans le secteur. 